# Сватове (станція)
Сва́тове — вантажно-пасажирська  залізнична станція Лиманської дирекції Донецької залізниці.
Розташована у місті Сватове, Сватівський район, Луганської області на не електрифікованій лінії Куп'янськ-Вузловий — Попасна між станціями Кабанне (21 км) та Куземівка (22 км). Розташована на межі Донецької залізниці з Південною залізницею. Дільниця залізниці одноколійна, проте до 1997 року була двоколійна. Через станцію ходять як пасажирські поїзди далекого прямування, так і приміські дизель-поїзди.

## Історія

### Рання історія

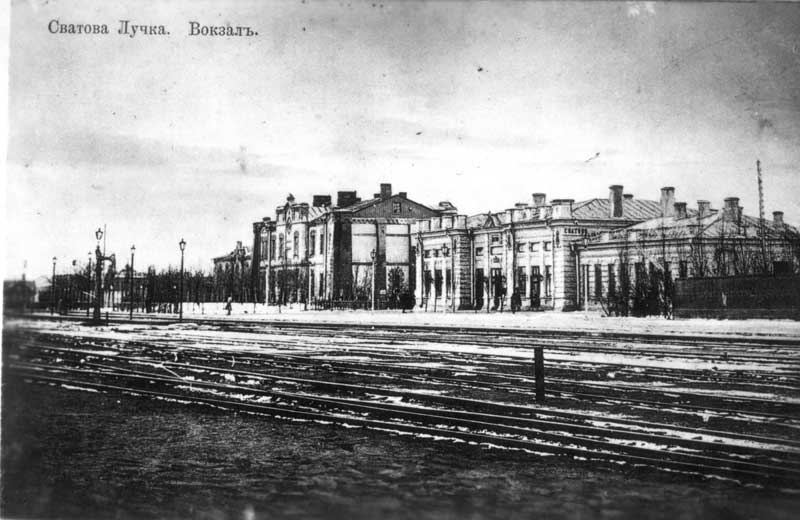
Залізничний вокзал у Сватовій Лучці

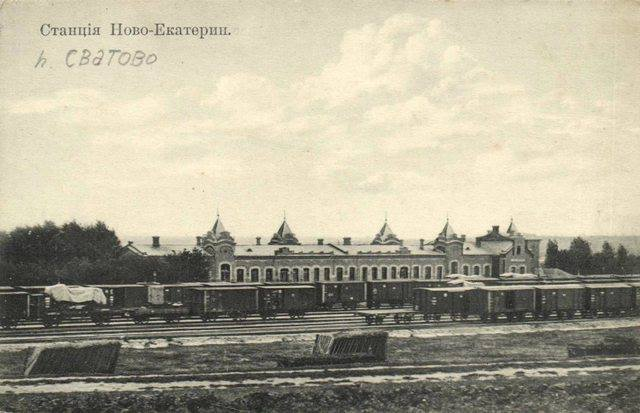
Станція до 1917 р.

Історія залізничної станції тісно пов'язана з будівництвом великої кількості промислових підприємств в місті Лисичанськ. У місті виникла проблема доставки продукції в інші регіони держави, в зв'язку з чим і було вирішено будувати залізницю в даному регіоні. Більш того, одним з тих, хто закликав до будівництва залізниці в Лисичанську, був Дмитро Менделєєв.
Станцію Сватове було відкрито 17 грудня 1895 року одночасно з дільницею залізниці Лисичанськ — Куп'янськ, на якому вона і розташована. Відкриття станції дозволило зв'язати селище з багатьма великими містами Російської імперії. На момент відкриття дільниця була одноколійна, але вже 1903 року було прокладено другу колію (яка на даний момент демонтована).
Разом із прокладенням другої колії, на станції було побудовано паровозне депо, розраховане на 30 паровозів, які і обслуговували залізничну лінію.
Дільниця Куп'янськ — Лисичанськ, на якій розташована станція, побудована і здана в експлуатацію Акціонерним Товариством Південно-Східних залізниць одночасно із залізничною лінією Харків — Балашов. Дільниця від Попасної до Лисичанська, як і вся тодішня Донецька кам'яновугільна залізниця, була побудована акціонерним товариством «Донецька дорога», власником якого був російський промисловець і меценат Сава Іванович Мамонтов.
У 1970 році депо було перейменовано в локомотивне. У цей період через станцію спостерігалося особливо активний рух поїздів. Локомотивне депо обслуговувало приміські та пасажирські поїзди, забезпечувало маневрову роботу на станціях. У зв'язку з цим виник проєкт електрифікації дільниці Сватове — Попасна, який згодом виявився нездійсненим.

### За часів незалежності України
Після розпаду СРСР почалися масові скасування приміських поїздів по всій Донецькій залізниці. У зв'язку з цим кількість приміських поїздів, які прямували через станцію, значно зменшилася.

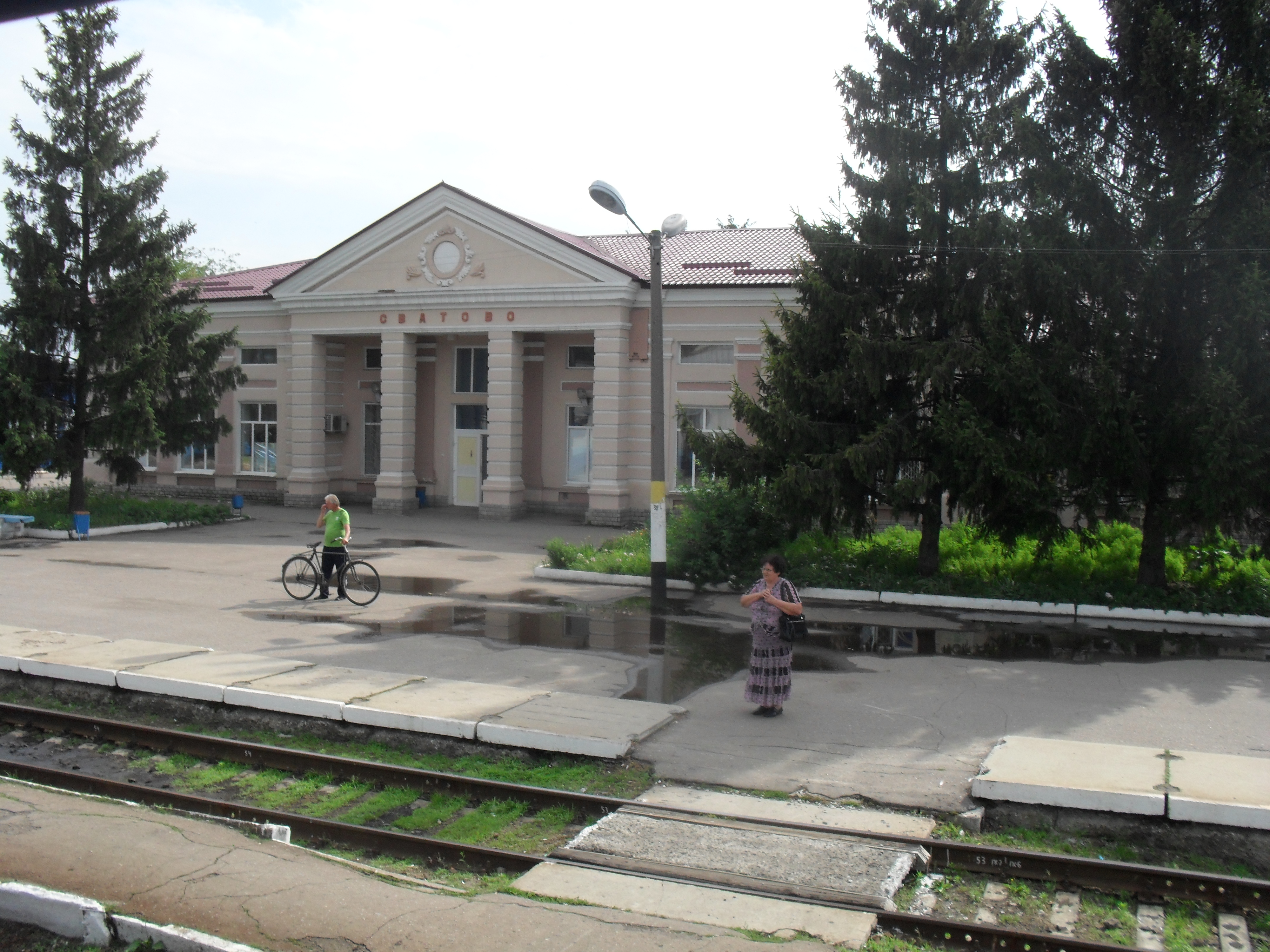
Вокзал станції Сватове, 2012 р.

Тим часом, починаючи з 1997 року через станцію стали слідувати поїзди до столиці України — до станції Київ-Пасажирський, що надалі істотно збільшило пасажиропотік через станцію. Спочатку станція Сватове була кінцевою для цих поїздів, але надалі їх маршрут продовжили до станцій Лисичанськ, Попасна, Дебальцеве, Луганськ
З огляду на те, що проєкт електрифікації станції залишився нездійсненим, «Укрзалізниця» неодноразово планувала скасувати рух пасажирських поїздів далекого прямування через станцію (останній раз 2012 року), і перенаправити їх в об'їзд по електрифікованих лініях. Однак, зважаючи на те, що пасажиропотік на всій лінії Сватове — Попасна досить високий, в кінцевому підсумку пасажирське сполучення через станцію залишилося.
У 1997 році на дільниці залізниці Рубіжне — Куп'янськ було розібрано другу колію. У 2008 році локомотивне депо було перепрофільовано в моторвагонне.

### Сучасна історія
Військові події на сході України з весни 2014 року не могли не вплинути на роботу станції. Починаючи з 22 травня 2014 року «Укрзалізниця» на невизначений термін закрила рух усіх поїздів до станції Лисичанськ у зв'язку з блокуванням залізничного моста на 942-му кілометрі перегону Насвітевич — Рубіжне. При цьому всі пасажирські потяги далекого прямування, які слідували через станцію, змінили маршрут і їхали в об'їзд станції. Приміське сполучення збереглося лише в напрямку станції Куп'янськ. 5 червня 2014 року вищевказаний залізничний міст був підірваний.
З огляду на, що обстановка в місті Сватове була набагато спокійніше, ніж в сусідніх містах, 22 липня було відновлено рух пасажирських поїздів до станції Харків. Планувалося також і відновлення сполучення з Києвом за допомогою безпересадкових вагонів, але в зв'язку зі скасуванням поїздів це вдалося зробити тільки 25 вересня. 31 жовтня на зміну безпересадковим вагонам було запущено повноцінний швидкий поїзд.
Приміське сполучення також відновлювалася поетапно: з 13 серпня — до станції Рубіжне, з 24 вересня, після ремонту вищевказаного моста — до станції Венгерівка.
Починаючи з 21 листопада 2014 року всі приміські поїзди, що прямують через станцію, знову були повністю скасовані. Причина скасування криється у відсутності фінансування державного підприємства «Донецька залізниця». Трохи пізніше, ряд ЗМІ розповсюдили інформацію про відновлення курсування приміських поїздів через станцію з 28 листопада, однак на ділі цього не сталося.
29 грудня 2014 року був зареєстрований законопроєкт, згідно якого станція та частина інфраструктури Донецької залізниці, яка розташована на підконтрольній Україні території, тимчасово повинна бути передана Придніпровській та Південній залізницям. Зокрема, моторвагонне депо Сватове, на балансі якого знаходиться рухомий склад, що здійснює приміське сполучення через станцію, а також сама станція Сватове, повинні бути передані під управління Південної залізниці.
Після того, як дане розпорядження було введено в дію, приміське сполучення було відновлено і починаючи з кінця січня 2015 року здійснюється до станцій Куп'янськ-Вузловий та Переїзна.

## Поїзди дальнього прямування
Згідно графіка руху пасажирських поїздів на 2014/2015 роки, через станцію повинні були курсувати дві пари поїздів формування Донецької залізниці:
- № 125/126 «Луганськ — Київ»;
- № 143/144 «Донецьк — Санкт-Петербург».

Однак у зв'язку з військовим конфліктом на сході України і руйнуванням залізничного моста на 942 км перегону Насвітевич — Рубіжне всі поїзди змінили маршрут і йдуть в об'їзд станції.
З огляду на, що обстановка в місті була набагато спокійніше, ніж в сусідніх містах, 22 липня був запущений перший пасажирський поїзд далекого прямування № 525/526 Харків — Сватове формування Південної залізниці, Довжина поїзда в середньому становить 8 вагонів, однак в різні дні в поїзді може бути присутнім різна кількість вагонів. Більшість вагонів поїзда — плацкартні, але також присутні і купейні вагони. Спочатку планувалося відновити регулярне пасажирське сполучення і з містом Київ за допомогою безпересадкових вагонів, однак в зв'язку зі скасуванням поїзда № 125/126 Луганськ — Київ ці плани реалізувати не вдалося, У зв'язку зі стабілізацією ситуації в сусідніх містах, починаючи з 15 вересня маршрут поїзда № 525/526 був продовжений до станції Рубіжне.
Починаючи з 25 вересня все ж було відновлено пряме залізничне сполучення з Києвом за допомогою безпересадкових вагонів Київ — Рубіжне формування Південно-Західної залізниці: 3 плацкартні вагони і 1 купейний.
Також з 16 жовтня маршрут поїзда № 609/610 Харків — Куп'янськ формування Південної залізниці на постійній основі було продовжено до станції Рубіжне, завдяки чому станція тепер пов'язана двома щоденними парами поїздів з містом Харків. У поїзді є купейні, плацкартні та загальні вагони, що дуже зручно для пасажирів. Склад поїзда — від 4 до 12 вагонів. Через місяць, з 16 листопада маршрут поїзда був продовжений до станції Лисичанськ. Даний поїзд скасований з 1 лютого 2015 го року в зв'язку з низьким середнім пасажиропотоком і, можливо, для економії палива на неелектрифікованих ділянках, але вже через три дні був відновлений.
31 жовтня на зміну безпересадковим вагонів до Києва було призначено повноцінний поїзд № 531/532 сполученням Київ — Лисичанськ формування Південно-Західної залізниці. Склад поїзда також було збільшено — тепер замість чотирьох вагонів поїзд налічує до 18 вагонів залежно від пасажиропотоку, плацкартного, купейного та типу СВ. У зв'язку з цим після призначення цього поїзда були скасовані як безпересадкові вагони № 520/526 Київ — Рубіжне, так і сам поїзд № 525/526 Харків — Рубіжне.
| № поїзда | Маршрут руху                               | № поїзда | Маршрут руху                                 |
| -------- | ------------------------------------------ | -------- | -------------------------------------------- |
| 125      | Луганськ — Київ                            | 126      | Київ — Луганськ                              |
| 143      | Донецьк — Санкт-Петербург                  | 144      | Санкт-Петербург — Донецьк                    |
| 525      | Харків — Сватове (22.07.2014 — 14.09.2014) | 526      | Сватове — Харків (22.07.2014 — 14.09.2014)   |
| 525      | Харків — Рубіжне (15.09.2014 — 31.10.2014) | 526      | Рубіжне — Харків (15.09.2014 — 31.10.2014)   |
| 520**    | Київ — Рубіжне (25.09.2014 — 30.10.2014)   | 526**    | Рубіжне — Київ (26.09.2014 — 31.10.2014)     |
| 609      | Харків — Рубіжне (16.10.2014 — 15.11.2014) | 610      | Рубіжне — Харків (17.10.2014 — 16.11.2014)   |
| 532      | Київ — Лисичанськ (з 31.10.2014)           | 531      | Лисичанськ — Київ-Пасажирський (з 1.11.2014) |
| 609      | Харків — Лисичанськ (з 16.11.2014)         | 610      | Лисичанськ — Харків (з 16.11.2014)           |

## Приміське сполучення
Згідно графіка руху приміських поїздів на 2014/2015 роки, через станцію щодня повинні були курсувати 10 приміських поїздів:
- 2 пари дизелів сполученням Сватове — Попасна — Сватове;
- 2 пари дизелів сполученням Сватове — Куп'янськ — Попасна — Сватове;
- 1 пара дизелів сполученням Сватове — Луганськ — Сватове.

Однак у зв'язку з військовим конфліктом на сході України і руйнуванням залізничного моста на 942 км перегону Насвітевич — Рубіжне з 22 травня 2014 року всі приміські поїзди, що прямують в напрямку станції Кабанне, були скасовані. Збереглося приміський рух лише до станції Куп'янськ.
13 серпня, після стабілізації політичної та військової обстановки в регіоні, приміське сполучення було відновлено. Було призначено додатково 2 дизель-поїзди сполученням Сватове — Рубіжне — Сватове, а також 1 дизель-поїзд Сватове — Куп'янськ — Кабанне — Сватове.
Починаючи з 24 вересня, після ремонту залізничного мосту, приміське сполучення стало більш інтенсивним. Було призначено приміські поїзди за такими маршрутами:
- Сватове — Переїзна — Сватове;
- Сватове — Венгерівка — Сватове;
- Сватове — Куп'янськ-Вузловий — Венгерівка — Сватове;
- Сватове — Куп'янськ-Вузловий — Переїзна — Сватове.

Починаючи з 21 листопада рух приміських поїздів зупинено знову у зв'язки з дефіцитом палива та відсутністю фінансування ДП «Донецька залізниця». Ряд ЗМІ поширив інформацію про відновлення руху поїздів починаючи з 28 листопада, проте дана інформація виявилася помилковою, в зв'язку з чим приміське сполучення відновлене так і не було зовсім.
Проте, рух приміських поїздів через станцію відновлено. Це сталося після передачі станції і рухомого складу під управління ДП «Південна залізниця». Починаючи з кінця січня 2015 року через станцію проходять такі дизель-поїзди:
| № поїзда | Маршрут руху                    | № поїзда | Маршрут руху                    |
| -------- | ------------------------------- | -------- | ------------------------------- |
| 6491     | Сватове — Переїзна              | 6340     | Переїзна — Сватове              |
| 6339     | Сватове — Переїзна              | 6344     | Переїзна — Сватове              |
| 6331     | Куп'янськ-Вузловий — Лисичанськ | 6332     | Лисичанськ — Куп'янськ-Вузловий |
| 6338     | Сватове — Куп'янськ-Вузловий    |          |                                 |
| 6337     | Куп'янськ-Вузловий — Переїзна   | 6346     | Переїзна — Сватове              |

З 29 березня 2015 р приміський дизель-поїзд № 6339/6344 встановлено за маршрутом Сватове — Попасна — Сватове. Приміське сполучення зі станцією Луганськ не провадиться.
Всі приміські поїзди, що прямують через станцію, формуються моторвагонним депо Сватове.